# Pardiñas de Arriba
Pardiñas de Arriba es un lugar español situado en la parroquia de Muniferral, del municipio de Aranga, en la provincia de La Coruña, Galicia.

## Demografía
| Gráfica de evolución demográfica de Pardiñas de Arriba entre 2000 y 2018 |
|                                                                          |
| Datos según el nomenclátor publicado por el INE.                         |